# Barão de Magalhães
Barão de Magalhães é um título nobiliárquico criado por D. Fernando II de Portugal, Regente durante a menoridade de D. Pedro V de Portugal, por Decreto de 13 de Maio de 1854, em favor de António Joaquim Vieira de Magalhães, depois 1.º Conde de Magalhães.
Titulares
1. António Joaquim Vieira de Magalhães, 1.º Barão e 1.º Conde de Magalhães.